# Lista de episódios de DNA²
Lista de episódios do anime Dna².

## Série
| #       | Português                            | Outras línguas | Japonês                  | Data |
| ------- | ------------------------------------ | -------------- | ------------------------ | ---- |
| 01      | A garota do futuro - Karin           |                | 未来からの少女 かりん    |      |
| Resumo: |                                      |                |                          |      |
| 02      | O nascimento do Mega-Playboy - Junta |                | メガプレ誕生! 純太       |      |
| Resumo: |                                      |                |                          |      |
| 03      | A noite do festival está - Ami       |                | 祭りの夜に 亜美          |      |
| Resumo: |                                      |                |                          |      |
| 04      | Para quem é o colar - Tomoko         |                | ネックレスは誰に? 倫子   |      |
| Resumo: |                                      |                |                          |      |
| 05      | Não posso contar a ninguém - Kotomi  |                | 誰にも言えない! ことみ   |      |
| Resumo: |                                      |                |                          |      |
| 06      | O que o Junta fez a Kotomi           |                | 純太はことみに何をした?  |      |
| Resumo: |                                      |                |                          |      |
| 07      | Quero dar a você tudo o que tenho    |                | 私のすべてを あげたいの! |      |
| Resumo: |                                      |                |                          |      |
| 08      | Você sempre esteve comigo            |                | ずっとあなたがそばにいた |      |
| Resumo: |                                      |                |                          |      |
| 09      | A Bala Atinge o Peito de Ryuji       |                | その弾丸は 竜二の胸に…   |      |
| Resumo: |                                      |                |                          |      |
| 10      | O perigoso Poder do Perigoso Ryuji   |                | アブナイ竜二の危ない能力 |      |
| Resumo: |                                      |                |                          |      |
| 11      | Não seja um Mega-Playboy             |                | メガプレになっちゃダメ!! |      |
| Resumo: |                                      |                |                          |      |
| 12      | Bye Bye Mega-PlayBoy                 |                | バイバイメガプレイボーイ |      |
| Resumo: |                                      |                |                          |      |

## OVAs
| #       | Português                                   | Outras línguas | Japones | Data |
| ------- | ------------------------------------------- | -------------- | ------- | ---- |
| 01      | A Mesma Máquina do Tempo                    |                |         |      |
| Resumo: |                                             |                |         |      |
| 02      | Futurama, o melhor jeito de viajar no tempo |                |         |      |
| Resumo: |                                             |                |         |      |
| 03      | Ja te esqueci a 100 anos atrás              |                |         |      |
| Resumo: |                                             |                |         |      |